# Alexander Huber (Bergsteiger)

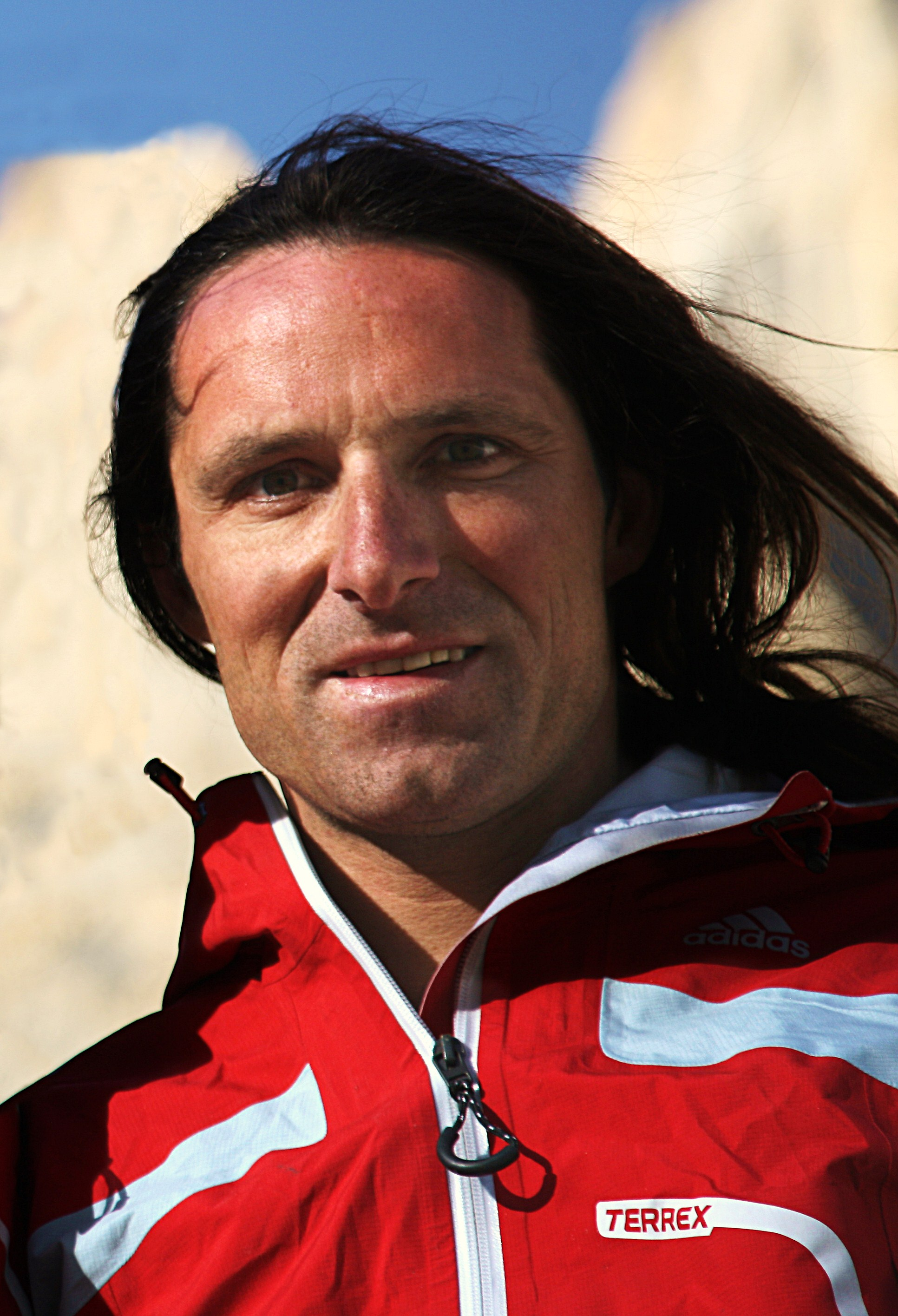
Alexander Huber, Karakorum, 2009

Alexander Huber (* 30. Dezember 1968 in Trostberg, Bayern) ist ein deutscher Profibergsteiger und Extremkletterer.
Zusammen mit seinem älteren Bruder Thomas Huber machte er sich als Teil der „Huberbuam“ einen Namen als Extremkletterer. Er widmet sich ganz dem Extremalpinismus und zählt inzwischen weltweit zu den erfolgreichsten Allroundbergsteigern (Bergsteigen, Alpinklettern, Sportklettern, Eisklettern, Free Solo). Der mit dem Bayerischen Filmpreis ausgezeichnete Dokumentarfilm Am Limit (2007) beobachtet die Brüder bei ihrer Leidenschaft, dem Speedklettern. Er lebt im Berchtesgadener Land.

## Persönliches
Alexander Huber ist seit 1992 staatlich geprüfter Berg- und Skiführer und seit 1997 diplomierter Physiker.
Alexander Huber ist mit seiner Frau Kristina verheiratet und betreibt einen Bauernhof im Marktschellenberger Ortsteil Scheffau. Das Paar hat drei Kinder.
Im Februar 2024 wurde bei Alexander Huber ein Gehirntumor diagnostiziert.
Sein Neffe Elias Huber ist Snowboardfahrer und war Teilnehmer der Olympischen Winterspiele 2022.

## Wichtige Unternehmungen
- 1992
  - Erste Begehung von Om (XI/9a), nach eigenem Bewertungsvorschlag nach Action Directe die weltweit zweite Route im glatten 11. Schwierigkeitsgrad. Der Grad wurde am 20. Juni 2009 durch Adam Ondra bestätigt.[4]
- 1994
  - Erste Begehung von Weiße Rose (XI/9a) am Schleierwasserfall in Tirol
- 1995
  - Erste Rotpunktbegehung der berühmten Salathé Wall (5.13b) am El Capitan im Yosemite-Nationalpark.
- 1996
  - Erste Begehung von Open Air (XI+/9a+) am Schleierwasserfall in Tirol. Die Route wurde ursprünglich von Alexander Huber mit 9a bewertet. Adam Ondra hat als erster Wiederholer der Route die Bewertung 9a+ vorgeschlagen. Die Route wäre damit die weltweit erste bestätigte Route in diesem Schwierigkeitsgrad. Die bisher erste allgemein anerkannte Route in diesem Grad ist die 2001 durch Chris Sharma begangene Route Realization.
- 1997
  - Erste Begehung der Westwand des Latok II, 7108 Meter, im Karakorum, zusammen mit Bruder Thomas, dem Münchner Toni Gutsch und dem US-Amerikaner Conrad Anker.
- 1998
  - Besteigung des 8188 Meter hohen Cho Oyu (Himalaya)
  - Erste Rotpunktbegehung der Route El Niño (5.13b) am El Capitan und damit erste freie Begehung der North America Wall.
  - Rotpunktbegehung von Free Rider (5.12d) in 15:25 Stunden und damit erste freie Begehung einer El-Capitan-Route innerhalb eines Tages. Beide Begehungen zusammen mit seinem Bruder Thomas.
- 2000
  - Erstbegehung von Bellavista (7b/A4) an der Nordwand der Westlichen Zinne im Winter, im Alleingang (rope solo).
  - Erste Begehung von Golden Gate (5.13a) am El Capitan
- 2001
  - Erste Rotpunktbegehung von Bellavista (8c) an der Westlichen Zinne
  - Erste Begehung von El Corazon (5.13b) am El Capitan
- 2002
  - Besteigung von Cerro Torre (Kompressorroute), Fitz Roy (Franco-Argentina, 5.10d, on sight) und Cerro Standhardt (Exocet)
  - Free-Solo-Begehung der Hasse-Brandler-Direttissima an der Großen Zinne.
- 2003
  - Erste Rotpunktbegehung von Zodiac (5.13d), El Capitan, mit Bruder Thomas.
- 2004
  - Free-Solo-Begehung der Route Kommunist (8b+).
  - Speed-Rekord an der Zodiac in 1:51,34, schnellste Durchsteigung einer Big Wall am El Capitan
- 2005
  - Erste Rotpunktbegehung der Voie Petit (8b) am Grand Capucin, schwierigste Freikletterroute im Montblanc-Massiv
  - Dreharbeiten zum Kinofilm Am Limit, Regisseur Pepe Danquart. Bei einer Besichtigung von möglichen Kamerastandpunkten stürzte Alexander Huber am sogenannten Cat Walk des Middle Cathedral Rock nach einem Griffausbruch aus 17 Meter Höhe ab und zog sich schwere Verletzungen an den Sprunggelenken zu.
- 2006
  - Free-Solo-Begehung der Südwand (6c) des Dent du Géant, 4013 m, Montblancmassiv
- 2007
  - Erste freie Begehung des Baur-Daches an der Westlichen Zinne mit der Route PanAroma (8c)
  - Speed-Rekord der Route The Nose in 2:45,45 am 8. Oktober 2007. Bereits am 4. Oktober hatten die Huberbrüder den im Jahr 2002 von Hans Florine und Yūji Hirayama aufgestellten Rekord von 2:48,50 um 15 Sekunden unterboten.
- 2008
  - Erste Free-Solo-Besteigung des Grand Capucin, Montblanc, schwierigster Berg der Alpen, über die Schweizerführe (6b+) im Auf- und Abstieg.
  - Erstbegehung der Westwand des Holtanna, erste freie Besteigung des Holtanna über die Nordkante und Drittbesteigung des Ulvetanna in Queen Maud Land, Antarktis, zusammen mit Bruder Thomas, Max Reichel und Stephan Siegrist.
- 2009
  - Erste Rotpunktbegehung von Eternal Flame (5.13a) am Nameless Trango Tower (Karakorum) im Sommer 2009 zusammen mit seinem Bruder Thomas, Franz Hinterbrandner und Mario Walder.
- 2012
  - Erste Rotpunktbegehung von Nirvana (8b+) an der Sonnwendwand, Loferer Steinplatte.
  - Erste freie Begehung der Bavarian Direct (5.13b) am Mount Asgard, Buffin Island in Kanada mit Thomas Huber und Mario Walder.[5]
- 2014
  - Erste freie Begehung der Wetterbockwand (8c, 10 Seillängen) am Hohen Göll mit Michael Althammer am 18. September 2014.[6]
- 2015
  - Eröffnung der Routen Il Capitano (8b+) und Solemar (8a) am Capo di Monte Santo, Supramonte, Sardinien.[7]
  - Erstbegehung der Westwand des Panmah Kangri (6046 m), Karakorum, Pakistan mit Mario Walder und Dani Arnold.[8]
- 2016
  - Erste Rotpunktbegehung der Route Sueños de Invierno (540 m, 8a) am Naranjo de Bulnes mit Fabian Buhl in 9 Stunden.[9]
  - Eröffnung der Route Carpe Diem (5.11a) am Ostpfeiler des Ritterknecht in Ostgrönland mit Mario Walder, Christian Zenz und Bruno Schneider.[10]
- 2017
  - Eröffnung der Route Schweizernase (VII+/A4) an der Matterhorn-Nordwand mit Dani Arnold und Thomas Senf.[11]
  - Eröffnung der Route La Grande Rouge (8b) an der Tadrarate, Taghia im Hohen Atlas in Marokko mit Fabian Buhl.
- 2018
  - Eröffnung rope-solo der Route Mauerläufer (200 m, 8b+) am Elefantenbauch der Waidringer Steinplatte.[12]
  - Eröffnung der Route The Big Easy (2200 m, VII+/VIII-) am Choktoi Ri, Karakorum, Pakistan mit Fabian Buhl.[13]

## Auseinandersetzung mit der Angst
In seinem Buch Die Angst, dein bester Freund setzt sich Alexander Huber mit der positiven Rolle der Angst in unserem Leben und besonders beim Bergsteigen auseinander. Für ihn ist die Angst ein natürliches Warnsignal, das uns auf bestehende Gefahren aufmerksam macht. Die Angst soll uns nicht lähmen, sondern dazu veranlassen, dass wir der Gefahr ins Auge sehen. Beim Bergsteigen gehört dazu eine Vorbereitung, die die Gefahren so weit wie möglich verringert, sowie in der konkreten Gefahrensituation die Beurteilung, ob man weitergehen oder umkehren soll. Wer im Leben keine Angst hat, erkennt die Gefahr nicht und wird früher oder später scheitern. Weiterhin muss man auch lernen, nicht nur mit der eigenen, sondern auch mit der Angst der Angehörigen umzugehen, die sich ängstigen, wenn man auf eine gefährliche Tour geht.
In dem Buch schreibt er auch von einer Angststörung, die ihn lähmte und die er mit therapeutischer Hilfe überwunden hat.

## Auszeichnungen
- 2008: Bayerischer Sportpreis in der Kategorie „Botschafter des bayerischen Sports“
- 2010: Bayerische Staatsmedaille für sein Engagement im Verein „Ich will da rauf! e. V.“ (therapeutisch begleitetes Klettern)[14]
- 2017: Paul-Preuss-Preis und Ehrenmitgliedschaft in der Internationalen Paul Preuss-Gesellschaft[15]
- 2023: Bayerischer Verdienstorden[16]
- 2023: Bayerischer Sportpreis – Persönlicher Preis des Bayerischen Ministerpräsidenten[17]

## Publikationen
- mit Thomas Huber: The Wall, BLV 2000, ISBN 978-3-405-15685-5
- Yosemite, Bergverlag Rother, Ottobrunn 2002, ISBN 978-3-7633-7511-0
- mit Willi Schwenkmeier: Drei Zinnen, Bergverlag Rother, Ottobrunn 2003, ISBN 978-3-7633-7513-4
- Der Berg in mir. Klettern am Limit, Malik, München 2007, ISBN 978-3-89029-337-0
- Free Solo, BLV Buchverlag 2009, ISBN 978-3-492-40415-0
- mit Thomas Huber: Eiszeit, Frederking und Thaler 2009, ISBN 978-3-89405-775-6
- mit Nicho Mailänder: Der Weg nach draußen, Berg und Tal, München 2011, ISBN 978-3-939499-11-4
- Die Angst, dein bester Freund. Mit Beiträgen von Lukas Eberle. 1. Auflage. Ecowin Verlag, Salzburg 2013, ISBN 978-3-7110-0036-1.

## Filme
- Klettern am Limit. Die Huberbuam. Dokumentarfilm, 2005, 45 Min., Buch und Regie: Malte Roeper, Produktion: Bayerisches Fernsehen
- Am Limit, Dokumentarfilm, 2007, 95 Min., Buch und Regie: Pepe Danquart, Produktion: Hager Moss Film, Lotus Film und Quinte Film GmbH
- Center of the Universe, Dokumentarfilm, 2004, Regie: Max Reichel, Timeline Production
- Eiszeit, Dokumentarfilm über die Antarktis-Expedition, 2009, Regie: Max Reichel, Timeline Production
- Eternal Flame, Dokumentarfilm über die Expedition zum Nameless Tower, 2010, Regie: Franz Hinterbrandner, Timeline Production
- Bavarian Direct – Abenteuer am Ende der Welt, Dokumentarfilm über die Expedition Mount Asgard in den Baffin Island, 2012, Regie: Franz Hinterbrander & Max Reichel, Timeline Production

## Sonstiges
- Als sog. Atem-Botschafter unterstützt Alexander Huber, zusammen mit seinem Bruder Thomas und anderen Prominenten, die Stiftung AtemWeg – Stiftung zur Erforschung von Lungenkrankheiten. Sie wurde 2010 auf Initiative des Helmholtz-Zentrums München und der Münchner Bank ins Leben gerufen, und Huber war fast von Anfang an dabei.[18]
- Seit 2014 ist Huber Schirmherr der Angst-Hilfe e. V. und Unterstützer des Krisendienst Psychiatrie am kbo-Isar-Amper-Klinikum Atriumhaus in München.[19][20] Huber hatte selbst eine Angststörung.[21]
- Alexander Huber unterstützt durch Benefiz-Vorträge und als 2. Vorsitzender den Verein Himalaya-Karakorum-Hilfe zur Förderung von Schulkindern im pakistanischen Karakorumgebirge.[22]
- 2008 waren Thomas und Alexander Huber Gründungsmitglieder des inklusiven Münchner Klettervereins „Ich will da rauf“ (IWDR) und engagieren sich seither im Programm „Seilschafft Inklusion“.[23]
- Er ist Botschafter des Vereins Athletes for Ukraine.[24]